# Maurepas (Somme)
Maurepas (picardisch: Maurpo) ist eine nordfranzösische Gemeinde mit 223 Einwohnern (Stand 1. Januar 2022) im Département Somme in der Region Hauts-de-France. Die Gemeinde gehört zum Kanton Péronne.

## Geographie
Die Gemeinde, zu der auch der Weiler Leforest gehört, liegt rund 13  km nordwestlich von Péronne an der Départementsstraße D146. Am Ostrand des Gemeindegebiets verlaufen die Autoroute A1 mit einem Rastplatz in der Nähe der Anschlussstelle und parallel zu dieser die Hochgeschwindigkeitsbahnstrecke des LGV Nord.

## Geschichte
In der Schlacht an der Somme wurde Maurepas im September 1916 zum Schlachtfeld. Die Gemeinde erhielt als Auszeichnung das Croix de guerre 1914–1918.

## Einwohner
| 1962 | 1968 | 1975 | 1982 | 1990 | 1999 | 2006 | 2010 |
| ---- | ---- | ---- | ---- | ---- | ---- | ---- | ---- |
| 268  | 283  | 242  | 216  | 213  | 215  | 207  | 203  |

## Verwaltung
Bürgermeister (maire) ist seit 2008 Bruno Fossé.

## Sehenswürdigkeiten
- Soldatenfriedhof (Nécropole nationale)

## Persönlichkeiten
- Jean-Siméon Domon (1774–1830), Brigadegeneral und Baron d’Empire, geboren im Weiler Leforest.